# Platonisme
 (septembre 2020).
Si vous disposez d'ouvrages ou d'articles de référence ou si vous connaissez des sites web de qualité traitant du thème abordé ici, merci de compléter l'article en donnant les références utiles à sa vérifiabilité et en les liant à la section « Notes et références ».

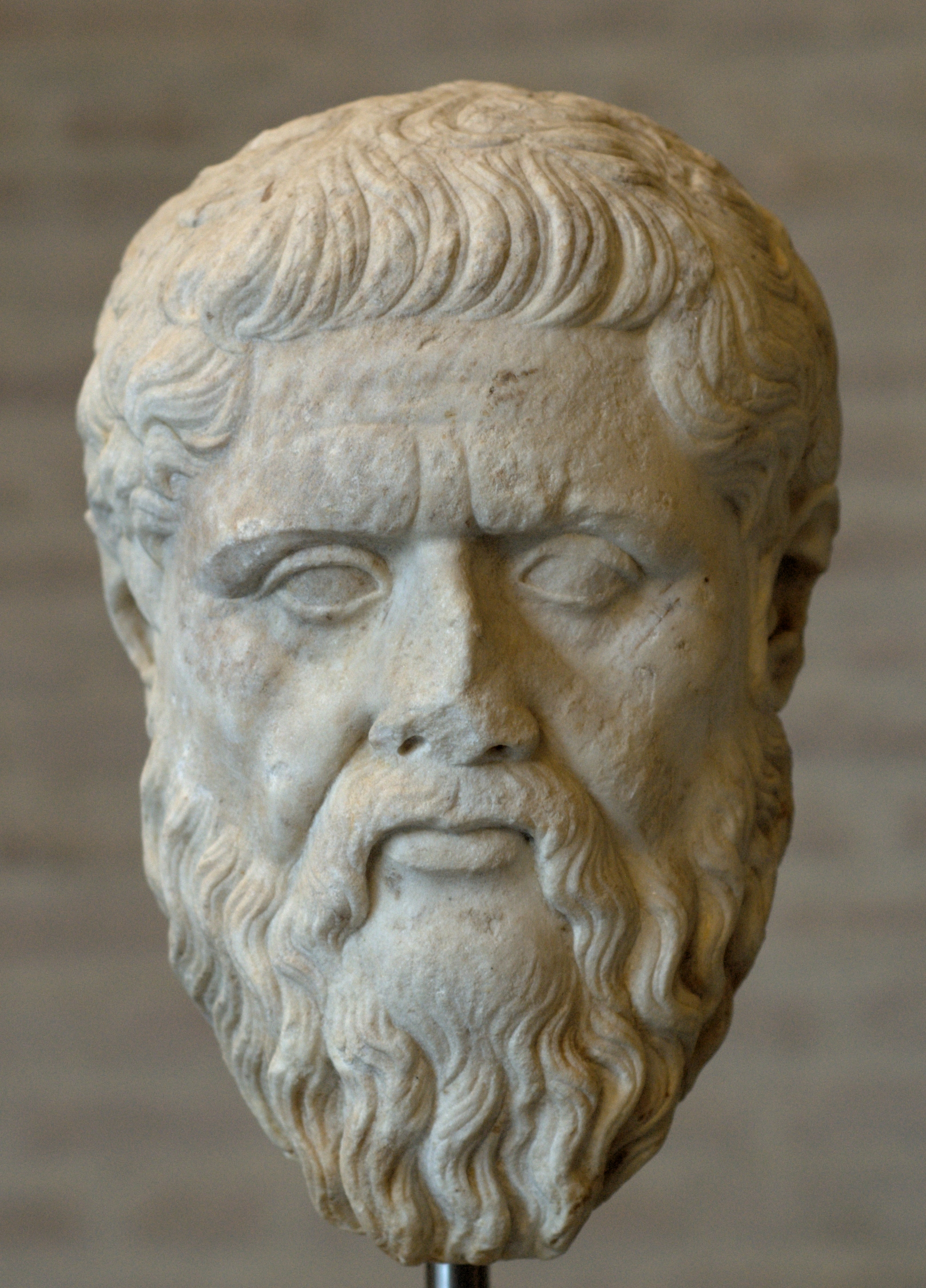
Tête de Platon.

Le platonisme, ou réalisme des idées, est un ensemble de théories philosophiques comprenant la théorie des formes de Platon et les théories qui s'en inspirent. Il met l'accent sur le monde des idées éternelles et immuables, considérant que la réalité sensible n'est qu'une copie imparfaite de ces idées.
La thèse commune aux différents platonismes est l'existence d'entités intelligibles indépendantes de la pensée humaine auxquelles on accéderait par l'intellect seul, sans recours à l'expérience sensible. Ces entités, suivant la version du platonisme, peuvent être les concepts et les idées (comme chez Plotin ou Augustin), les nombres (platonisme mathématique d'inspiration pythagoricienne, comme chez Jamblique ou Lautman), ou encore les valeurs logiques (logicisme de Frege). Le platonisme est une des réponses possibles, avec le nominalisme (Guillaume d'Ockham) et le conceptualisme (Pierre Abélard), à la querelle des universaux qui porte sur le statut ontologique des concepts (idées, nombres ou contenus propositionnels).

## Histoire du platonisme

### Le platonisme dans l’Antiquité

#### La doctrine de Platon
La première forme de platonisme fut défendue par Platon lui-même dans le cadre de ce que les historiens de la philosophie ont nommé « théorie des Formes », ou « théorie des Idées ». Ces deux expressions désignent la thèse de Platon selon laquelle il y a une existence séparée des êtres intelligibles, thèse soutenue dans plusieurs de ses dialogues philosophiques (notamment le Phédon, La République, Le Banquet, le Timée, et le Parménide).
La théorie des Formes occupe un rôle central dans l'ensemble de la philosophie platonicienne :
- D'un point de vue ontologique, les formes sont les êtres les plus réels, les choses matérielles n'étant que des copies des Formes, produites par le démiurge concernant les choses matérielles (cf. Timée) et par les artisans concernant les choses artificielles (cf. République, livre X, passage des trois lits). Le réalisme platonicien implique que les objets abstraits existent en dehors de l’esprit humain[1]. Le réalisme platonicien mêle des concepts géométriques et éthiques[2]. Cette vision est explicitée dans les dialogues attribués à Platon : La République, Phèdre, Ménon et Parménide ;
- D'un point de vue épistémologique, les formes sont l'objet du plus haut degré de connaissance, l'intellection (cf. République, livre VI, passage de la ligne). Le philosophe est celui qui quitte le domaine de l'opinion pour atteindre la connaissance authentique des formes.
- D'un point de vue moral, les formes (en particulier l'Idée suprême du Bien étudiée dans la République, livres VI et VII) garantissent l'objectivité des valeurs normales. Platon souscrit ainsi à une forme de réalisme moral. La théorie des formes donne par ailleurs un fondement à la théorie morale exposée dans les premiers dialogues socratiques. De manière secondaire, Platon semble également soutenir un réalisme esthétique puisqu'il reconnaît l'existence d'une forme du Beau dans le Banquet qui serait le fondement des jugements de beauté.
- D'un point de vue politique, c'est la connaissance des Formes par les philosophes qui justifie que ceux-ci accèdent au gouvernement de la cité.

La tradition hésite entre les deux appellations « théorie des Formes », et « théorie des Idées » en raison du fait que Platon utilise deux termes distincts pour désigner les êtres intelligibles : il les nomme tantôt eidos (εἶδος) ce qui signifie littéralement en grec ancien « forme », tantôt idea (ἰδέα) qui signifie littéralement aspect, apparence. Platon change profondément le sens de ces mots de la langue grecque ordinaire pour leur faire désigner des êtres immatériels.
Selon Théophraste, Platon s'est consacré à l’étude des phénomènes et s'est attaché à la connaissance descriptive de la nature, dans laquelle il veut faire jouer deux principes : l'un qui est sujet et fait fonction de matière, auquel il donne le nom de khôra, « réceptacle universel », l'autre qui fait fonction de cause et de moteur et qu'il rattache à la puissance divine et du bien.[réf. souhaitée]
Le dernier Platon, de plus en plus influencé par la pensée pythagoricienne, tendrait à identifier les Idées et les Nombres, ce qui n'était pas le cas dans ses écrits antérieurs.[réf. souhaitée]

#### Le moyen-platonisme
Le moyen-platonisme (ou médioplatonisme) est une philosophie de l'Antiquité romaine, qui s'appuie sur le démiurge du Timée.

#### Le néoplatonisme
Le néoplatonisme est une philosophie de l'Antiquité tardive fondée par Plotin, elle s'appuie notamment sur la conception de l'Un du Parménide. Pour les néoplatoniciens, la Forme suprême ne sera plus le Bien en soi mais l'Un et le domaine des Idées deviendra l'Intellect.

### Le platonisme au Moyen Âge
Le Moyen Âge fut sans doute la période durant laquelle le platonisme fut le plus discuté mais aussi défendu avec les arguments les plus vigoureux contre le nominalisme. La querelle entre ces deux théories fut nommée la querelle des universaux et constitue un des moments fondateurs de la philosophie et de l’épistémologie médiévale. Les principaux représentants du réalisme platonicien furent Guillaume de Champeaux, Amaury de Chartres, Gilbert de la Porrée.

### Le platonisme à la Renaissance
Le néoplatonisme médicéen est une philosophie de la Renaissance, qui s'appuie sur Platon, Plotin et Hermès Trismégiste. Elle est notamment développée par Cosme de Médicis et Marsile Ficin.

### Le platonisme à l'époque contemporaine
Le terme « platonisme » a sensiblement changé de sens dans la philosophie contemporaine où il désigne principalement une thèse en philosophie des mathématiques.
Il serait plus juste de qualifier les mathématiciens dits « platoniciens » de mathématiciens « réalistes », car le réalisme en mathématique reprend l'idée que la nature des objets mathématiques est réelle en ce sens qu'elle est indépendante de l'intellect de l'être humain mais ce réalisme ne reprend pas nécessairement tous les aspects de la théorie des idées de Platon. Cette terminologie est néanmoins majoritaire chez les philosophes des mathématiques et souvent utilisée par les mathématiciens eux-mêmes. D'après Frédéric Nef, « le platonisme est pour ainsi dire la « philosophie spontanée » des mathématiciens ». Parmi les mathématiciens platoniciens, citons :
- Kurt Gödel qui s'affirmait résolument platonicien ;
- Le mathématicien français contemporain Alain Connes qui défend des idées platoniciennes, entre autres dans le livre qu'il a coécrit avec André Lichnerowicz et Marcel-Paul Schützenberger, intitulé Triangle de pensée (Éditions Odile Jacob, 2000).[réf. incomplète]
- Le physicien Roland Omnès qui défend également une thèse platonicienne dans son livre Alors l'Un devint Deux (Flammarion, 2002).
- Le mathématicien et physicien Roger Penrose qui accorde une ontologie mathématique aux lois de la physique dans tous ses ouvrages, et plus spécialement dans son dernier livre The Road to Reality : A Complete Guide to the Laws of the Universe[réf. souhaitée].

Au sein de la philosophie analytique, les défenseurs les plus importants du platonisme à l’époque contemporaine sont Frege et Russell, lesquels postulent l’existence d’un domaine où existent de manière autonome les significations des propositions logiques et mathématiques. Ce platonisme est critiqué dans le Tractatus logico-philosophicus de Ludwig Wittgenstein, qui renoue avec une certaine forme de nominalisme. Le platonisme fut également vigoureusement remise en cause par le philosophe et logicien Willard van Orman Quine.